# Gmina Konopiska
Die Gmina Konopiska ist eine Landgemeinde im Powiat Częstochowski der Woiwodschaft Schlesien in Polen. Ihr Sitz ist das gleichnamige Dorf mit etwa 2900 Einwohnern.

## Gliederung
Zur Landgemeinde Konopiska gehören 12 Ortschaften mit einem Schulzenamt:
Konopiska
Aleksandria I
Aleksandria Druga
Hutki
Jamki
Kopalnia
Leśniaki
Łaziec
Rększowice
Walaszczyki
Wąsosz
Wygoda
Weitere Orte der Gemeinde sind Kolonia Hutki, Korzonek, Kowale und Walaszczyki (osada).

## Politik

### Bürgermeister
An der Spitze der Verwaltung steht der Gemeindevorsteher. Ab 2014 war dies Jerzy Żurek. Die turnusmäßige Wahl im April 2024 brachte folgendes Ergebnis:
- Artur Brędzel (Wahlkomitee „Eine bessere Zukunft der Gemeinde Konopiska“) 36,0 % der Stimmen
- Robert Kołodziejczyk (Wahlkomitee „Gemeinsame Gemeinde Konopiska“) 26,9 % der Stimmen
- Jerzy Żurek (Wahlkomitee „Kleine Heimat in Konopiska“) 21,3 % der Stimmen
- Joanna Tekiela (Wahlkomitee Joanna Tekiela) 7,1 % der Stimmen
- Ewa Ksiąźek (Lewica) 4,4 % der Stimmen
- Piotr Szczerbak (Wahlkomitee „Positive Energie“) 4,3 % der Stimmen

Nachdem Amtsinhaber Żurek bereits im ersten Wahlgang ausgeschieden war, setzte sich Brędzel im zweiten Wahlgang mit 65,2 % der Stimmen gegen Kołodziejczyk durch und wurde neuer Gemeindevorsteher.
Die turnusmäßige Wahl im Oktober 2018 brachte folgendes Ergebnis:
- Jerzy Żurek (Wahlkomitee „Kleine Heimat in Konopiska“) 45,0 % der Stimmen
- Jerzy Socha (Wahlkomitee „Erfahrung und Jugend“) 32,4 % der Stimmen
- Dorota Skoczylas („Vereinigung für den Kreis Częstochowa“) 10,5 % der Stimmen
- Ewa Ksiąźek (Sojusz Lewicy Demokratycznej / Lewica Razem) 5,5 % der Stimmen
- Robert Wielgosz (Nowoczesna) 3,4 % der Stimmen
- Daniel Ligęska (Polskie Stronnictwo Ludowe) 3,2 % der Stimmen

In der damit notwendigen Stichwahl wurde Amtsinhaber Żurek mit 56,2 % der Stimmen gegen seinen Amtsvorgänger Socha für eine weitere Amtsperiode wiedergewählt.

### Gemeinderat
Der Gemeinderat von Konopiska besteht aus 15 Mitgliedern, die in Einpersonenwahlkreisen gewählt werden. Die Wahl 2024 führte zu folgendem Ergebnis:
- Wahlkomitee „Eine bessere Zukunft der Gemeinde Konopiska“ 29,2 % der Stimmen, 6 Sitze
- Wahlkomitee „Gemeinsame Gemeinde Konopiska“ 18,2 % der Stimmen, 1 Sitz
- Trzecia Droga (TD) 11,0 % der Stimmen, 2 Sitze
- Wahlkomitee Joanna Tekiela 9,3 % der Stimmen, 1 Sitz
- Wahlkomitee „Vereinigung für den Kreis Częstochowa“ 8,9 % der Stimmen, 3 Sitze
- Wahlkomitee „Kleine Heimat in Konopiska“ 8,9 % der Stimmen, 1 Sitz
- Wahlkomitee „Positive Energie“ 7,0 % der Stimmen, kein Sitz
- Lewica 5,7 % der Stimmen, 1 Sitz
- Übrige 1,8 %, kein Sitz

Die Wahl 2018 führte zu folgendem Ergebnis:
- Wahlkomitee „Kleine Heimat in Konopiska“ 23,7 % der Stimmen, 4 Sitze
- Wahlkomitee „Erfahrung und Jugend“ 21,0 % der Stimmen, 2 Sitze
- Wahlkomitee „Vereinigung für den Kreis Częstochowa“ 20,6 % der Stimmen, 4 Sitze
- Polskie Stronnictwo Ludowe (PSL) 11,2 % der Stimmen, 1 Sitz
- Sojusz Lewicy Demokratycznej (SLD) / Lewica Razem (Razem) 7,8 % der Stimmen, 1 Sitz
- Wahlkomitee Piotr Szczerbak 4,4 % der Stimmen, 2 Sitze
- Nowoczesna (.N) 3,7 % der Stimmen, kein Sitz
- Wahlkomitee Janusz Benesz 2,1 % der Stimmen, 1 Sitz
- Übrige 5,5 %, kein Sitz